# 「開星論」のUFO党
「開星論」のUFO党（かいせいろんのゆうほうとう）、旧称：UFO党、日本UFO党）は、森脇十九男(もりわきとくお)が中心となり1982年（昭和57年）5月13日勝海舟の墓前で結党宣言をし立ち上げたUFO党が1985年（昭和60年）に再編成して設立され届出された日本の政治団体・政党である。開国論ならぬ「開星論」を掲げて、宇宙人との友好的交流の促進、主要各国政府上層部のみが知り得るUFO機密情報の開示を政策としている。2016年（平成28年）現在も政治資金規正法上の政治団体としては存続しているが、1997年以降の政治資金収支報告書では収入・支出とも金額0が続いており実質的に長期休眠状態にある。
『やはりE.T.はいた!-コズミック・ウォーターゲート事件の全貌』の著者の一人・森脇十九男を党首に据え、1983年（昭和58年）の同著上梓から参議院議員通常選挙への立候補活動を本格化した。
UFOは「ユーフォー（ゆうふぉう）」や「ユーエフオー」ではなく「ゆうほう」と読む。

## 沿革
- 1982年（昭和57年）5月13日 UFO党設立届出（政治資金規正法上の区分は政治団体）。9月8日自治省告示。翌1983年の第13回参議院議員通常選挙への公認候補者擁立、確認団体化を目論んでの結党と思われるが、準備期間不足で実現せず。以降、「21世紀をめざす若き政党 UFO党」のキャッチコピーを用いた広告をUFO専門誌などで展開し、有権者に対する浸透を図る。
- 1985年（昭和60年）5月15日 日本UFO党への改称を届出。8月30日自治省告示。
- 1986年（昭和61年）4月26日 UFO党への改称を届出。8月4日自治省告示。第14回参議院議員通常選挙 森脇十九男が東京都選挙区から単騎出馬し、5202票を獲得するも落選。
- 1989年（平成元年） 第15回参議院議員通常選挙 確認団体認証。比例区に森脇を含む9名、東京都選挙区に1名を擁立。比例区で7万2894票を獲得するも、全員落選。8月9日政治団体から政党への変更を届出。同年9月5日自治省告示。
- 1990年（平成2年）11月29日 「開星論」のUFO党への改称を届出。翌1991年2月5日自治省告示。
- 1992年（平成4年） 第16回参議院議員通常選挙 比例区に森脇を含む9名、東京都選挙区に1名を擁立。比例区で3万7552票を獲得するも、全員落選。
- 1994年（平成6年）12月25日 政治資金規正法の政党要件を満たさなくなり、区分が政治団体となる。翌1995年3月2日自治省告示。
- 1995年（平成7年） 第17回参議院議員通常選挙 比例区には韮澤潤一郎（選挙広報での肩書は「編集長」）の1名のみ、東京・愛知・阪の各選挙区に3名ずつ擁立したが、森脇党首は立候補せず。比例区で5万4524票を獲得するも、全員落選。当該選挙以来、公認候補者擁立は見られない。
- 1996年（平成8年） 東京都議会に対して、東京臨海副都心に宇宙人を歓迎するUFO離着陸ポートの建設、国際連合大学でのUFO研究プログラム開設などの陳情を行い、1997年（平成9年）に審査に付されたが、一顧だにされぬまま、審議未了により廃案となった。

その後はほとんど活動しておらず、2012年（平成24年）現在の活動は、国会議員全員にUFOに関する書簡と資料を配布する程度だという。